# (3297) Hong Kong
(3297) Hong Kong es un asteroide perteneciente al cinturón de asteroides, descubierto el 26 de noviembre de 1978 por el equipo del Observatorio de la Montaña Púrpura desde el Observatorio de la Montaña Púrpura, Nankín (China).

## Designación y nombre
Designado provisionalmente como 1978 WN14. Fue nombrado Hong Kong en homenaje a la isla china de Hong Kong.